# Сильна двоїстість
Сильна двоїстість — випадок у математичній оптимізації, коли пряма і двоїсті цільові значення рівні. Існує подібний випадок, слабка двоїстість, коли пряма задача має оптимальне значення не менше за двоїсту, тобто, розрив двоїстості більший або рівний нулю.

## Лінійне програмування
| Пряма задача  | Пряма задача                                           | Двоїста задача | Двоїста задача                                                |
| ------------- | ------------------------------------------------------ | -------------- | ------------------------------------------------------------- |
| максимізувати | {\displaystyle c^{T}x}                                 | мінімізувати   | {\displaystyle b^{T}y}                                        |
| за умов       | {\displaystyle {\begin{matrix}Ax\leq b\\\end{matrix}}} | за умов        | {\displaystyle {\begin{matrix}A^{T}y=c\\y\geq 0\end{matrix}}} |

Теорема про сильну двоїстість: Якщо пряма і двоїсті задачі розв'язні, тоді оптимальні точки {\displaystyle x,y} задовольняють {\displaystyle c^{T}x=y^{T}b}.
Доведення: Розглянемо таке рівняння
{\displaystyle {\begin{bmatrix}A&0\\-c^{T}&b^{T}\\0&A^{T}\\0&-A^{T}\\0&-I\end{bmatrix}}{\begin{bmatrix}x\\y\end{bmatrix}}\leq {\begin{bmatrix}b\\0\\c\\-c\\0\end{bmatrix}}}
Якщо існують {\displaystyle x,y}, що задовольняють цьому рівнянню, тоді {\displaystyle Ax\leq b}, отже {\displaystyle x} допустимий розв'язок, {\displaystyle y\geq 0} і {\displaystyle A^{T}y=c}, отже {\displaystyle y} також допустимий розв'язок. Тоді оскільки {\displaystyle -c^{T}x+b^{T}y\leq 0} та за принцип слабкої двоїстості маємо, що {\displaystyle c^{T}x=y^{T}b} і на цьому доведення закінчено. Інакше, згідно з наслідком леми Фаркаша, існує вектор {\displaystyle [y^{T}\lambda x_{p}^{T}x_{m}^{T}w^{T}]\geq 0}, що задовольняє
{\displaystyle {\begin{bmatrix}y^{T}&\lambda &x_{p}^{T}&x_{m}^{T}&w^{T}\end{bmatrix}}{\begin{bmatrix}A&0\\-c^{T}&b^{T}\\0&A^{T}\\0&-A^{T}\\0&-I\end{bmatrix}}=0} і {\displaystyle {\begin{bmatrix}y^{T}&\lambda &x_{p}^{T}&x_{m}^{T}&w^{T}\end{bmatrix}}{\begin{bmatrix}b\\0\\c\\-c\\0\end{bmatrix}}<0}
З цього маємо таке
1. {\displaystyle y^{T}A=\lambda c^{T}} і {\displaystyle y\geq 0}
2. {\displaystyle \lambda b+A(x_{m}-x_{p})-w=0}, тобто {\displaystyle A(x_{p}-x_{m})\leq \lambda b}
3. {\displaystyle y^{T}b<c^{T}(x_{p}-x_{m})}

Якщо {\displaystyle \lambda >0}, тоді можна помножити вектор {\displaystyle {\begin{bmatrix}y^{T}&\lambda &x_{p}^{T}&x_{m}^{T}&w^{T}\end{bmatrix}}} на {\displaystyle 1/\lambda } і вважати, що {\displaystyle \lambda =1}. Однак, тоді пункти 1 і 2 показують, що {\displaystyle x_{p}-x_{m}} і {\displaystyle y} допустимі для прямої і двоїстої задач відповідно, а пункт 3 суперечить слабкій двоїстості.
Інакше, якщо {\displaystyle \lambda =0}, то з пункту 3 випливає, що або {\displaystyle y^{T}<0}, або {\displaystyle c^{T}(x_{p}-x_{m})>0}. У першому випадку двоїста програма необмежена, що суперечить розв'язності прямої. Це можна побачити так: припустимо, що {\displaystyle y_{f}} — допустимий розв'язок двоїстої програми, оберемо довільне {\displaystyle \mu >0} і розглянемо {\displaystyle y_{f}+\mu y}. Ця сума також є допустимим розв'язком двоїстої програми, оскільки {\displaystyle y_{f}+\mu y\geq 0} і {\displaystyle (y_{f}+\mu y)^{T}A=y_{f}^{T}A+\mu y^{T}A=b^{T}} і можна зробити {\displaystyle (y_{f}+\mu y)^{T}} як завгодно великим вибравши відповідне {\displaystyle \mu }. Якщо {\displaystyle c^{T}(x_{p}-x_{m})>0}, то аналогічні доводи показують, що пряма задача необмежена, що також дає суперечність. {\displaystyle \square }